# セコステロイド

9,10-セコステロイドの例であるコレカルシフェロール

ステロイド骨格。ステロイドのB環のC9とC10の間の結合が切断され、ビタミンDとなる。

セコステロイド(Secosteroid)は、「壊れた」環を持つステロイドである。セコステロイドという言葉は、ラテン語で「切断」を意味するsecareと:241、ラテン語で「固体、三次元」を意味するstere:129に由来する。セコステロイドは、ステロイドの分類とも、ステロイドの誘導体ともされる。
セコステロイドの細分類は、環の切断が生じている元となるステロイド骨格の炭素原子の位置によって決まる。例えば、9,10-セコステロイドは、ステロイドのB環の9位と10位の炭素原子の間が切断されている。典型的なセコステロイドには、コレカルシフェロールやビタミンD3がある。